# Anfa
Anfa (berberski jezik: Anfa ali Anaffa, ⴰⵏⴼⴰ; arabsko أنفا; špansko Anafe; portugalsko Anafé) je bil starodavni toponim za Casablanco v klasičnem obdobju. Mesto so okoli 10. stoletja pr. n. št. ustanovili Berberi, Rimljani pod Avgustom pa so kasneje leta 15 pr. n. št. ustanovili komercialno pristanišče Anfus. Anfa je zdaj ime okrožja v najstarejšem delu Casablance, ki je v regiji Casablanca-Settat v Maroku. Okrožje pokriva površino 37,5 kvadratnih kilometrov in od leta 2024 šteje 344.000 prebivalcev.

## Rimska Anfa
Območje, ki je danes Casablanca, so ustanovili in naselili Berberi približno v 10. stoletju pred našim štetjem. Kot pristanišče so ga uporabljali Feničani in kasneje Rimljani.
Rimljani so to območje zasedli leta 15 pr. n. št. in pod Avgustom ustvarili komercialno pristanišče, neposredno povezano z otokom Mogador v Iles Purpuraires v južni Mavretaniji. Od tam so pridobivali posebno barvilo, ki je obarvalo vijolično črto v cesarskih rimskih senatorskih togah. Ekspedicija Jube II., da bi odkrila Kanarske otoke in Madeiro, je verjetno odšla iz Anfe.
Anfa est une grande cité, edifiée par les Romans sur le rivage de la mer Oceane... (Leo Africanus: Anfa je veliko mesto, ki so ga zgradili Rimljani na obali oceana...)
Rimsko pristanišče, verjetno imenovano Anfus, je bilo del berberske odjemalske države Rima do cesarja Avgusta. Ko je Rim priključil Ptolemajsko Mavretanijo, je Kaligula Anfo vključil v Rimsko cesarstvo. Toda to je bilo storjeno le nominalno, saj je bil rimski limes nekaj deset kilometrov severno od pristanišča (rimske vojaške utrdbe Tingiške Mavretanije so bile le nekaj kilometrov južno od rimske kolonije Sala Colonia). Vendar pa je rimska Anfa – povezana predvsem s trgovino in družbeno-kulturnimi vezmi z Volubilisom (avtonomna od Rima od leta 285 n. št.) – trajala do 5. stoletja, ko so Vandali osvojili rimsko severozahodno Afriko.
Rimska razbitina iz 2. stoletja, iz katere so rešili 169 srebrnikov, kaže, da so Rimljani cenili to koristno pristanišče za trgovino. Obstajajo celo dokazi o trgovanju z nafto z rimskima Volubilisom in Tingisom v 3. stoletju.
Medtem se je veliko berbersko pleme Berghouata naselilo na območju med rekama Bou Regreg na severu in Oum er-Rbia južno od rimskega pristanišča. Posledično je okoli leta 744 našega štetja nastalo neodvisno berbersko kraljestvo, imenovano Barghavata, na območju, ki se je takrat imenovalo Anfa, in je trajalo, dokler ga leta 1068 ni osvojilo novo berberski kraljestvo Almoravidov.
Abou El Kassem El Ziani starodavno Casablanco imenuje Anfa in navaja, da so bili Zenatijini (berberska dinastija pod arabsko vladavino) prvi ljudje, ki so ustanovili Anfo v obdobju njihove naselitve v Tamassni.
Leo Africanus je Anfo opredelil kot rimsko mesto v svojem znamenitem Della descrittione dell'Africa et delle cose notabili che ivi sono (Opis Afrike), napisanem v 16. stoletju.

## Moderna zgodovina
Pravo Anfo so prvotno zgradili in naselili Berberi v srednjem veku. Anfa je berbersko ime, ki pomeni 'vrh'. Območje je postalo neodvisno kraljestvo, ki mu je vladal Barghavata od leta 744 n. št., dokler ga leta 1068 niso osvojili Almoravidi.
Od 14. stoletja, pod Marinidi, je Anfa postala pomembna kot pristanišče. V začetku 15. stoletja je mesto ponovno postalo samostojna država. Postalo je tudi varno pristanišče za pirate, zaradi česar je bilo tarča Portugalcev, ki so mesto uničili leta 1468. Portugalci so ga od leta 1515 uporabljali kot vojaško utrdbo, ki so ga imenovali Casablanca.
Anfa je danes zahodno od središča Casablance in je bilo ime enega od dveh mestnih letališč, preden so ga zaprli leta 2007. Regija okoli Casablance se imenuje Casa-Anfa. Soseska Anfa je najbolj visokorazredna in zahodnjaška soseska v mestu.